# Меколистно шапиче
Меколистното шапиче (Alchemilla mollis) е вид цъфтящо растение от семейство Розоцветни. Включено е в списъка на лечебните растения съгласно Закона за лечебните растения.
Меколистното шапиче е тревисто многогодишно растение, което произхожда от Южна Европа и се отглежда по целия свят като декоративно градинско растение. Расте на височина до 30 – 45 см, листата му са с палмови жилки и назъбен ръб. Прилистниците са забележителни с това, че са слети и приличат на листа. Жълтите цветчета са оформени в гъсти снопове над листата. Растението се самозасява свободно и може да стане инвазивно.
Растението често се отглежда като почвопокривно и се цени заради външния вид на листата му при влажно време. Листата са хидрофобни и водата образува капчици върху тях. Тези капчици са смятани от алхимиците за най-чистата форма на вода. Те са използвали тази вода в стремежа си да превърнат неблагородния метал в злато, откъдето идва и родовото име Alchemilla. Латинското видово име mollis означава „мек“ и идва от власинките по листата.
Меколистното шапиче е инвазивен вид на Фарьорските острови, където местните власти насърчават хората да изкореняват растението, ако го открият.